# ماریون کیشه
ماریون کیشه (آلمانی: Marion Kische؛ زادهٔ ۳۰ مارس ۱۹۵۸) ژیمناست هنری زن اهل آلمان بود.